# Hobby Computer Club
Hobby Computer Club is een Nederlandse vereniging van en voor computer- en tech-liefhebbers, met circa 40.000 leden. Zij is op 27 april 1977 opgericht. De statutaire naam is sinds enkele jaren HCC.

## Geschiedenis
De Hobby Computer Club was een initiatief van Dick Barnhoorn in Leidschendam die dit idee publiceerde in een ingezonden brief in Computable, Automatisering Gids, Radio Elektronica en Radio Bulletin. Naar aanleiding van de reacties die daar op kwamen, vergaderden kort daarna vier personen in Leiden. Barnhoorn, Gerrit Slot, Jaap van Duffelen en Rob van Spaandonk besloten daar een vereniging op te richten. De club was geïnspireerd door de activiteiten van de Amateur Computer Club ACC, die in 1973 door Mike Lord in Engeland in 1973 was opgericht. Het eerste logo van de HCC was een aangepaste kopie van het logo van de ACC. Hobby in de naam was in die tijd populair.
De eerste Nederlandse HCC-leden waren enthousiaste technici die thuis reeds bezig waren om zelf uit losse onderdelen iets te bouwen dat in essentie een computer was. Meestal hadden ze slechts een serie lampjes voor de uitvoer en een rij schakelaars voor de invoerorgaan, net zoals de Altair 8800. Soms gebruikte men een omgebouwde telex of een oude computerterminal, hoewel die toen zeldzaam waren, die goedkoper dan een telex was. Omdat er in die tijd nauwelijks boeken of tijdschriften over het bouwen van een eigen computer waren kwam men in huiskamers van leden bij elkaar om ideeën, elektronica of programmatuur uit te wisselen. Er was een eigen bescheiden blad, de Hobby Computer Club Nieuwsbrief. Het eerste nummer in juli 1977 bestond uit drie velletjes A4, tot een boekje in A5-formaat aan elkaar geniet. Het vermeldde een bijeenkomst in het elektrotechniekgebouw van de TH Delft. De HCC had op dat moment 12 leden.

### 1978
Er werd van 23 tot en met 27 maart 1978 in de Jaarbeurs in Utrecht een beurs gehouden voor modelspoorhobbyisten en andere technische hobby's: Techniek In Vrije Tijd. Dat was het tweede openbare evenement van de HCC en betekende gelijk de doorbraak. Het aantal leden nam in een maand tijd toe van 200 tot 1000. De tweede HCC microcomputerdag vond op zaterdag 18 november 1978 plaats in het transitorium in de Uithof in Utrecht. Een doel daarvan was vooral een overzicht te krijgen van waar iedereen mee bezig was, maar er werden ook onderdelen, de eerste computertijdschriften zoals Byte en Creative Computing, boeken en datasheets verkocht. Het leidde tot de traditie van de HCC-dagen.

### 1979 en later
Deze bijeenkomst werd een jaar later in het Turfschip van Breda gehouden. Alle leden kregen in mei 1979 een complete ledenlijst toegezonden met de namen en adressen van alle leden en de gegevens over de computer die men had, het gebruikte opslagmedium en de bedoeling van de computer. Het doel van de HCC was immers om mensen met interesse om zelf een computer te bouwen bij elkaar te brengen.
Een honderdtal verschillende systemen was onder de meer dan 2000 leden in gebruik. Het primaire opslagmedium was veelal een audiocassette, slechts een enkeling gebruikte al een floppydiskdrive. Sommigen werkten nog met ponsband.
Een gebruikelijke manier om een zelfgebouwde computer op te starten was om met behulp van rijen schakelaartjes en een drukknopje handmatig een tiental geheugenlocaties te vullen met een bootloader. Vervolgens startte men dan dit kleine programma, dat hopelijk het eigenlijke besturingssysteem van cassette of ponsband las en in het geheugen plaatste. 'Hopelijk', omdat het intoggelen, zoals dit proces werd genoemd werd, van het bootprogramma een zeer nauwkeurig en ingewikkeld proces was dat nauwkeurig moest gebeuren. De minste fout daarbij leidde tot het falen van het programma. Men probeerde daarom het bootprogramma tot het uiterste te verkleinen. Het daarmee geladen besturingssysteem kon dan worden uitgevoerd en als alles goed gegaan was, had men de beschikking over een monitor, een programma waarmee men via de terminal de gegevens in het geheugen van de computer kon veranderen en daarin kleine programma's in machinetaal kon plaatsen en uitvoeren. Er was een interpreter voor BASIC populair, die ongeveer 4 kilobyte groot was. Het voordeel daarvan ten opzichte van programma's in machinetaal was dat als men een fout maakte, men alleen een foutmelding kreeg en kon doorwerken. Bij een fout in een programma in machinetaal werd vaak het geheugen van de computer gewist en moest men opnieuw beginnen.
Populaire semi-zelfbouwsystemen waren het AMI-COS- en het SWTPC-systeem, maar ook populair waren de MOS Technology KIM-1 en het voor ingenieurs bedoelde microprocessorontwikkelingssysteem van Motorola, de MEK6800D2, met de beroemde Motorola 6800-processor. Maar ook het door HCC-lid Henk van Kampen zelf ontwikkelde, op de MOS 6502 gebaseerde HEVAK-systeem, waarvan schemadelen in de HCC-nieuwsbrief werden gepubliceerd en dat door leden daardoor nagebouwd kon worden, was populair. Een ander soortgelijk systeem was het MANNIK-systeem, gebaseerd op de busstructuur van de al eerder genoemde MEK6800D2. Dit was een modulair systeem en er waren al losse printplaten voor te koop, wat de zelfbouw al behoorlijk vereenvoudigde.
Al gauw had de HCC overal in het land afdelingen waar mensen één keer in de maand bij elkaar kwamen om hun laatste knutsels te tonen en om zelfgemaakte software aan anderen weg te geven.
NLnet bood in 1989 aan bedrijven lokale dial-in-faciliteiten. Het was in die tijd niet toegestaan internet publiek aan te bieden, je moest ten minste lid zijn van een besloten gebruikersgemeenschap. De HCC had zo'n besloten gemeenschap en bood voor haar leden ook dergelijke faciliteiten aan. In 1991 kregen de leden van hobbynet als eerste particuliere toegang.
Het clubblad van de HCC vanaf 1992 was Computer!Totaal dat na 2008 los van de HCC verder is gegaan.

## Na 2000
Jaarlijks werden de HCC-dagen gehouden, meestal in de Jaarbeurs in Utrecht. De opkomst was bij deze dagen vaak zo massaal dat rond Utrecht speciale verkeersmaatregelen moest worden genomen om de toestroom te regelen. Ruim 110.000 mensen bezochten dan een van de drie HCC-dagen. De leden kregen gratis entreekaarten die met het magazine werden meegestuurd. Het aanvankelijke commerciële succes leidde tot het instellen van een organisatie van bedrijven die jaarlijks een Multi Media Event in de Jaarbeurs organiseerde waarvan de bijeenkomst van HCC-leden een centraal deel uitmaakt.
De bijeenkomst in 2010 is door de HME afgelast, omdat er te weinig belangstelling van commerciële bedrijven was om het evenement rendabel te doen zijn. Doordat de vereniging HCC zich bij de jaarbeurs verplicht had tot het houden van een bijeenkomst is zonder de commerciële partners een alternatieve bijeenkomst onder de naam HCC!digital georganiseerd. Ondanks een korte voorbereidingsperiode en geringe publiciteit is in 2010 een bezoekersaantal van 10.000 mensen, leden en niet-leden, geteld. Dit was de laatste keer dat de HCC een evenement in de Jaarbeurs heeft georganiseerd.
Tegenwoordig vinden er nog tweejaarlijks kleinschalige beurzen in Bilthoven plaats, georganiseerd door Compusers, een actief onderdeel binnen de vereniging HCC.
In 2013 werd een meldpunt voor onveilige websites opgezet, maar dit is later weer opgeheven.
De HCC werd in 2015 door een groot datalek getroffen, waarbij de gegevens van honderden, mogelijk duizenden leden op straat kwamen te liggen. Het lek ontstond door het gebruik van een verouderde Joomla-website. De HCC loste de problemen op en in 2016 kwam er een nieuwe website die up-to-date is.
Inmiddels is het ledenaantal teruggelopen naar minder dan 50.000, veelal oudere leden die elkaar helpen met computerproblemen. (Als directe concurrent wordt SeniorWeb genoemd.)
Tweewekelijks of maandelijks worden alsnog in de meeste regio's HCC-bijeenkomsten gehouden door de regionale afdelingen. Daar kunnen leden elkaar treffen rond een gemeenschappelijke interesse. De nadruk ligt niet meer op zelfbouw, maar vooral op het elkaar ondersteunen en de kennisuitwisseling bij het gebruik van digitale media.

Door de vergrijzing en het dalende ledenaantal zijn er evenwel niet meer in elke regio dergelijke bv. maandelijkse bijeenkomsten, en een aantal regio-afdelingen zijn niet meer actief.

## PC-Active
In 2013 heeft HCC het computerblad PC-Active uit de failliete inboedel van HUB uitgevers opgekocht. Door PC-Active abonnees 'over' te zetten naar HCC-leden nam het ledenaantal van HCC voor een korte periode toe. De woede bij diverse leden na de contributieverhoging van meer dan de helft deed het aantal leden verder dalen. PC-Active is nu het verenigingsblad van HCC en het grootste computertijdschrift van de Benelux.